# César-díjak 1995
A 20. César-gálát 1995. február 25-én tartották meg a párizsi Kongresszusi Palotában, Alain Delon elnökletével.
A jubileumi díjátadó favoritja 12 jelöléssel Patrice Chéreau történelmi filmdrámája, a Margó királyné volt; a film végül is 5 szobrocskát nyert el, elsősorban színészi alakítások (legjobb színésznő, legjobb mellékszereplő színésznő és színész), valamint a technikai megvalósításért (legjobb operatőri munka és jelmez). A jelentősebbnek számító díjakat (legjobb film, legjobb rendező, legjobb forgatókönyv) André Téchiné Vad nád  című, az algériai háború idején játszódó filmdrámája vitte el (nyolc jelölésből négy César). Jól szerepelt még a Férfiak mélyrepülésben (3 César), valamint a Farinelli, a kasztrált (2 César). A legjobb külföldi film díját a brit Mike Newell Négy esküvő és egy temetés című alkotása nyerte, olyan filmeket maga mögé utasítva, mint Spielberg Schindler listája, Tarantino Ponyvaregény, vagy Robert Altman Rövidre vágva című alkotása.
A rendezvényen tiszteletbeli Césart kapott Jeanne Moreau, Gregory Peck és Steven Spielberg. A kerek évfordulós díjátadó alkalmából „Césarok Césarja” díjat ítéltek oda azon film rendezőjének, amely az eltelt 20 évben a legtöbb szobrocskát nyerte el. A díjat Jean-Paul Rappeneau vehette át Cyrano de Bergerac című, 1991-ben „díjesőben” részesült alkotásáért (13 jelölésből 10 César).

## Díjazottak
| Díjak                                      | Díjazottak és jelöltek |
| ------------------------------------------ | --- |

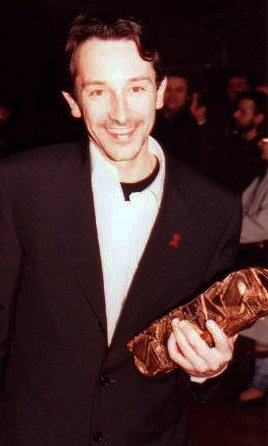
Jean-Hugues Anglade, a legjobb mellékszereplő színész

| legjobb film                               | - Vad nád (Les roseaux sauvages), rendezte: André Téchiné - Apám életére (Le fils préféré), rendezte: Nicole Garcia - Léon, a profi (Léon), rendezte: Luc Besson - Margó királyné (La Reine Margot), rendezte: Patrice Chéreau - Három szín: piros (Trois couleurs: Rouge), rendezte: Krzysztof Kieślowski                                                                                          |
| legjobb rendező                            | - André Téchiné – Vad nád (Les roseaux sauvages) - Patrice Chéreau – Margó királyné (La Reine Margot) - Nicole Garcia – Apám életére (Le fils préféré) - Luc Besson – Léon, a profi (Léon) - Krzysztof Kieślowski – Három szín: piros (Trois couleurs: Rouge) |
| legjobb színésznő                          | - Isabelle Adjani – Margó királyné (La Reine Margot) - Anémone – Pas très catholique - Sandrine Bonnaire – Az orléans-i szűz (Jeanne la Pucelle) - Isabelle Huppert – A szakítás (La séparation) - Irène Jacob – Három szín: piros (Trois couleurs: Rouge) |
| legjobb színész                            | - Gérard Lanvin – Apám életére (Le fils préféré) - Daniel Auteuil – A szakítás (La séparation) - Gérard Depardieu – Chabert ezredes (Le colonel Chabert) - Jean Reno – Léon, a profi (Léon) - Jean-Louis Trintignant – Három szín: piros (Trois couleurs: Rouge) |
| legjobb mellékszereplő színésznő           | - Virna Lisi – Margó királyné (La Reine Margot) - Line Renaud – J'ai pas sommeil - Dominique Blanc – Margó királyné (La Reine Margot) - Michèle Moretti – Vad nád (Les roseaux sauvages) - Catherine Jacob – Kilenc hónap (Neuf mois) |
| legjobb mellékszereplő színész             | - Jean-Hugues Anglade – Margó királyné (La Reine Margot) - Claude Rich – D'Artagnan lánya (La fille de d'Artagnan) - Fabrice Luchini – Chabert ezredes (Le colonel Chabert) - Bernard Giraudeau – Apám életére (Le fils préféré) - Daniel Russo – Kilenc hónap (Neuf mois) |
| legígéretesebb fiatal színésznő            | - Élodie Bouchez – Vad nád (Les roseaux sauvages) - Marie Bunel – Couples et amants - Sandrine Kiberlain – A kémkedés ára (Les patriotes) - Virginie Ledoyen – Hideg víz (L'eau froide) - Elsa Zylberstein – Mina Tannenbaum |
| legígéretesebb fiatal színész              | - Mathieu Kassovitz – Férfiak mélyrepülésben (Regarde les hommes tomber) - Charles Berling – A holtakkal jobb kiegyezni (Petits arrangements avec les morts) - Frédéric Gorny – Vad nád (Les roseaux sauvages) - Gaël Morel – Vad nád (Les roseaux sauvages) - Stéphane Rideau – Vad nád (Les roseaux sauvages)                                                                                     |
| legjobb operatőr                           | - Philippe Rousselot – Margó királyné (La Reine Margot) - Thierry Arbogast – Léon, a profi (Léon) - Bernard Lutic – Chabert ezredes (Le colonel Chabert) |
| legjobb vágás                              | - Juliette Welfing – Férfiak mélyrepülésben (Regarde les hommes tomber) - Sylvie Landra – Léon, a profi (Léon) - Hélène Viard, François Gédigier – Margó királyné (La Reine Margot) |
| legjobb eredeti vagy adaptált forgatókönyv | - André Téchiné, Olivier Massart és Gilles Taurand – Vad nád (Les roseaux sauvages) - Jacques Audiard és Alain Le Henry – Férfiak mélyrepülésben (Regarde les hommes tomber) - Michel Blanc – Segítség, csaló! (Grosse fatigue) - Patrice Chéreau és Danièle Thompson – Margó királyné (La Reine Margot) - Krzysztof Kieślowski és Krzysztof Piesiewicz – Három szín: piros (Trois couleurs: Rouge) |
| legjobb filmzene                           | - Zbigniew Preisner – Három szín: piros (Trois couleurs : Rouge) - Goran Bregović – Margó királyné (La Reine Margot) - Philippe Sarde – D'Artagnan lánya (La fille de d'Artagnan) - Éric Serra – Léon, a profi (Léon) |
| legjobb hang                               | - Jean-Paul Mugel és Dominique Hennequin – Farinelli, a kasztrált (Farinelli) - Pierre Excoffier, François Groult, Gérard Lamps, Bruno Tarrière – Léon, a profi (Léon) - William Flageollet, Jean-Claude Laureux – Három szín: piros (Trois couleurs: Rouge) |
| legjobb díszlet                            | - Gianni Quaranta – Farinelli, a kasztrált (Farinelli) - Richard Peduzzi és Olivier Radot – Margó királyné (La Reine Margot) - Bernard Vézat – Chabert ezredes (Le colonel Chabert) |
| legjobb jelmez                             | - Moidele Bickel – Margó királyné (La Reine Margot) - Olga Berluti és Anne de Laugardière – Farinelli, a kasztrált (Farinelli) - Franca Squarciapino – Chabert ezredes (Le colonel Chabert) |
| legjobb elsőmű                             | - Férfiak mélyrepülésben (Regarde les hommes tomber), rendezte: Jacques Audiard - Chabert ezredes (Le colonel Chabert), rendezte: Yves Angelo - Mina Tannenbaum, rendezte: Martine Dugowson - Personne ne m'aime, rendezte: Marion Vernoux - A holtakkal jobb kiegyezni (Petits arrangements avec les morts), rendezte: Pascale Ferran                                                              |
| legjobb dokumentum jellegű film            | - Bűncselekmény után (Délits flagrants), rendezte: Raymond Depardon - Bosna !, rendezte: Alain Ferrari és Bernard-Henri Levy - La véritable histoire d'Artaud le Mômo, rendezte: Gérard Mordillat és Jérôme Prieur - Montand, rendezte: Jean Labib - Tsahal, rendezte: Claude Lanzmann - Tzedek, rendezte: Marek Halter - Virrasztás állig fegyverben (Veillées d'armes), rendezte: Marcel Ophüls   |
| legjobb rövidfilm                          | - La vis, rendezte: Didier Flamand - Deus ex machina, rendezte: Vincent Mayrand - Elles, rendezte: Joanna Quinn - Émilie Muller, rendezte: Yvon Marciano |
| legjobb külföldi film                      | - Négy esküvő és egy temetés (Four Weddings and a Funeral), rendezte: Mike Newell ( UK) - Kedves naplóm (Caro diario), rendezte: Nanni Moretti ( ITA, FRA) - Ponyvaregény (Pulp Fiction), rendezte: Quentin Tarantino ( USA) - Rövidre vágva (Short Cuts), rendezte: Robert Altman ( USA) - Schindler listája (Schindler's List), rendezte: Steven Spielberg ( USA)                                 |
| tiszteletbeli César                        | - Jeanne Moreau - Gregory Peck - Steven Spielberg |
| „Césarok Césarja”                          | - Jean-Paul Rappeneau |

## Többszörös jelölések és elismerések
A statisztikában a különdíjak nem lettek figyelembe véve.
| Jelölés | Díj | Magyar cím                 | Eredeti cím                        |
| ------- | --- | -------------------------- | ---------------------------------- |
| 12      | 5   | Margó királyné             | La Reine Margot                    |
| 8       | 4   | Vad nád                    | Les roseaux sauvages               |
| 7       | 0   | Léon, a profi              | Léon                               |
| 6       | 0   | Három szín: piros          | Trois couleurs: Rouge              |
| 6       | 0   | Chabert ezredes            | Le colonel Chabert                 |
| 4       | 3   | Férfiak mélyrepülésben     | Regarde les hommes tomber          |
| 4       | 1   | Apám életére               | Le fils préféré                    |
| 3       | 2   | Farinelli, a kasztrált     | Farinelli                          |
| 2       | 0   | A holtakkal jobb kiegyezni | Petits arrangements avec les morts |
| 2       | 0   | A szakítás                 | La séparation                      |
| 2       | 0   | D'Artagnan lánya           | La fille de d'Artagnan             |
| 2       | 0   | Kilenc hónap               | Neuf mois                          |
| 2       | 0   | Mina Tannenbaum            | Mina Tannenbaum                    |